# 165 Pułk Piechoty (II RP)
165 Pułk Piechoty (165 pp) – oddział piechoty Wojska Polskiego II RP.

## Mobilizacja pułku
165 pułk piechoty nie występował w pokojowej organizacji wojska. Zgodnie z planem mobilizacyjnym „W” został sformowany w sierpniu 1939 roku, w mobilizacji alarmowej, w grupie jednostek oznaczonych kolorem czerwonym, dla 36 Rezerwowej Dywizji Piechoty (Armia „Prusy”).
Jednostką mobilizującą był 17 pułk piechoty z Rzeszowa, który formował dowództwo pułku i jego pododdziały specjalne oraz I i II batalion. Jednostką mobilizującą III batalion był batalion KOP „Kopyczyńce”. Mobilizację pułku rozpoczęto 27 sierpnia. 29 i 30 sierpnia pododdziały pułku wyjechały transportem kolejowym z Rzeszowa. 31 sierpnia pułk bez III batalionu został wyładowany na stacji kolejowej Jastrząb koło Szydłowca. Następnie 165 pułk piechoty przemieścił się marszem pieszym do lasu Marianowice niedaleko Przytyka, gdzie dotarł rano 1 września 1939.

## 165 pp w kampanii wrześniowej
1 września 1939 wieczorem 165 pułk piechoty przemaszerował do lasu Brogowa w pobliżu Przysuchy do którego dotarł 2 września rano. Wreszcie marszem nocnym 3/4 września przez Ruski Bród, dotarł do Końskich po południu 4 września, przeszedł przez miasto i zgodnie z rozkazem zajął pozycje na lewym skrzydle dywizji wzdłuż rzeki Czarnej. I batalion obsadził odcinek Piekło–Wiosna, natomiast II batalion, jako odwód dywizji znalazł się w lesie Wincentów. Do pułku nie dołączył III batalion formowany przez KOP „Kopyczyńce”. Na prawym skrzydle 165 pp znajdowały się kompanie 163 pułku piechoty, natomiast na lewo od niego, linię Krasna–Luta-Samsonów, obsadzały luźne bataliony 3 Dywizji Piechoty Legionów. 5 września żołnierze 165 pp bez kontaktu z wrogiem prowadzili prace fortyfikacyjne. 6 września przed południem żołnierze I batalionu odparli niemiecki podjazd czołgów z 3 DLek. na linii Sielpia – Piekło, który zawrócił w stronę Mniowa. Tego dnia 1 DLek. po przekroczeniu w Przedborzu Pilicy i działając z rejonu Czermna dotarła ok. godziny 20.00 pod pozycje obronne 163 i 165 pp. Pionierzy 165 pp wysadzili most w Sielpi, utrudniając zmotoryzowanym jednostkom niemieckim ruch. Odparto w tym dniu jeszcze kilka ataków piechoty wroga, po czym pułk otrzymał rozkaz wycofania się w kierunku Końskich. Rankiem 7 września, kiedy 36 Dywizja Piechoty przygotowywała się do walki pod Kazanowem, I batalion 165 pp zajął pozycje na skraju lasu pod Rogowem, a II/165 pp w rejonie Koziej Woli.

W czasie trwania walk z oddziałami 1 DLek. pod Kazanowem, straż boczna 165 pp rozbiła patrole motocyklistów Wehrmachtu pod Rogowem i Baryczą. Po zmroku 7 września 36 DP rozpoczęła odwrót podzielona na dwie kolumny. Główna poszła na Furmanów–Hutę–Barak, a boczna skierowała się na Kozią Wolę–Majdów–Skarżysko Książęce. 8 września o świcie oddziały 2 Dywizji Lekkiej po opanowaniu Skarżyska ruszyły przez Odrowąż na Niekłań, rozbijając po drodze II batalion 165 pp, stanowiący ubezpieczenie cofającej się dywizji, z batalionu ocalała tylko 6 kompania.

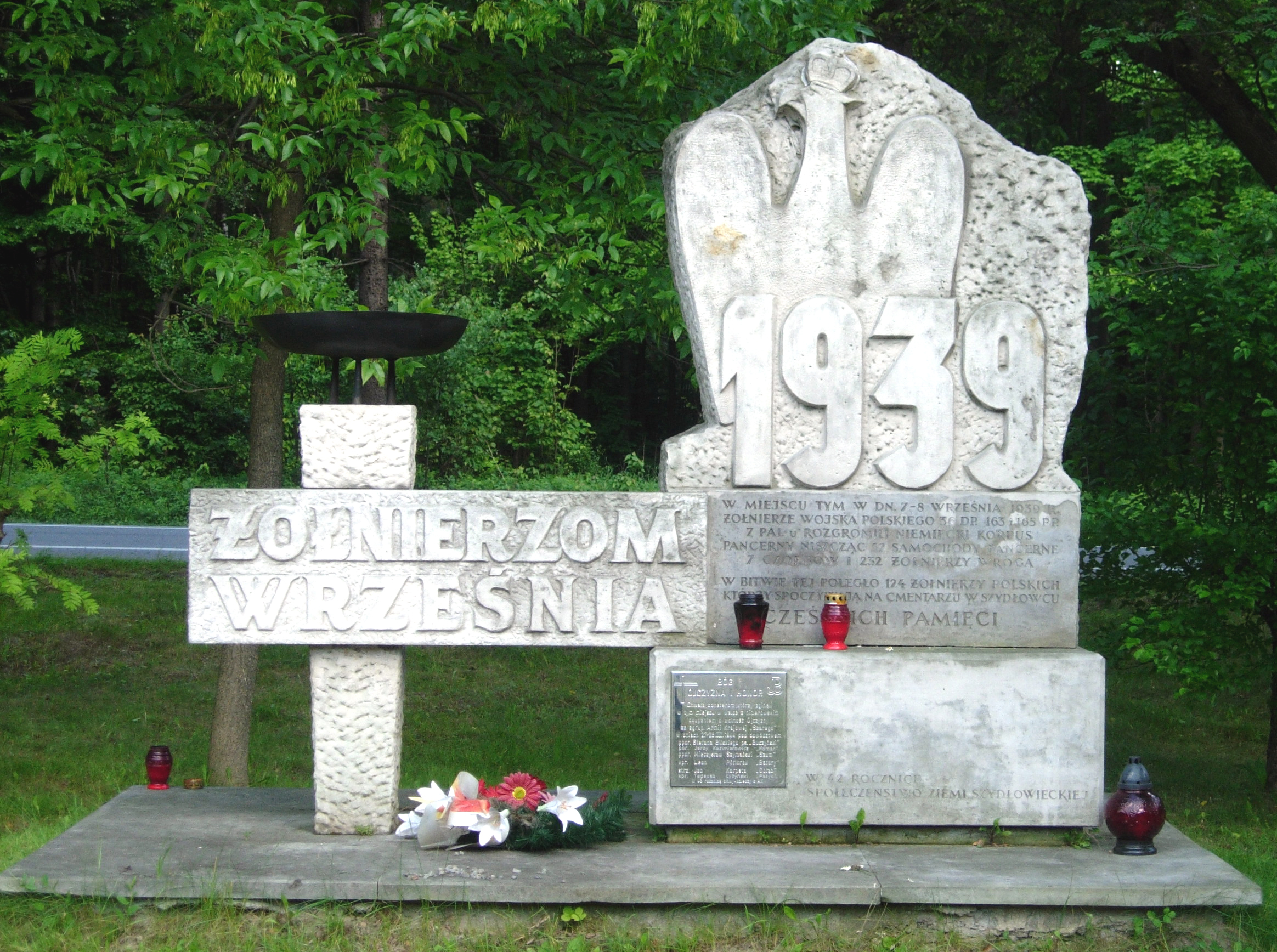
Pomnik upamiętniający walki 163 Pułku Piechoty i 165 Pułk Piechoty

Oddziały 36 DP około godziny 16.00 po dojściu do szosy Skarżysko-Szydłowiec, po której odbywał się już ruch oddziałów 2 DLek., ruszyły do natarcia, aby otworzyć sobie dalszą drogę na wschód. Walcząc o przebicie się przez szosę, do ataku ruszył prosto z marszu I batalion 165 pp razem z 6 kompanią ocalałą z II batalionu tego pułku. Opanowały one odcinek szosy w rejonie Barak–Wola Korzeniowa. O zmroku, kiedy ustały ataki niemieckie, oddziały 165 pp przekroczyły szosę i przeszły do wschodniej części lasu Bór. 8/9 września maszerujący za 163 pp czołowymi pododdziałami przekroczył drogę Mirzec–Wierzbica, pozostała część pułku została ostrzelana silnym ogniem z rejonu Trębowca i pozostała w lesie. 165 pułk został rozdzielony w dniu 9 września, część przebywała w lasach serednickich wraz z 163 pp, część z dowódcą pułku w lesie obok Trębowca. Podczas przekraczania drogi Trębowiec–Wierzbica zgrupowanie dowódcy 165 pp, 9/10 września stoczyło walkę z piechotą i czołgami niemieckimi. Niszcząc kilka z nich. I batalion i część pododdziałów pułkowych wraz ze 163 pp oderwało się od nieprzyjaciela, skierowały się w stronę Iłży. Dotarły one w rejon Piotrowego Pola wieczorem 9 września. 9 września grupa mjr Inglota z II batalionu stoczyła walkę z czołgami wroga przy przekraczaniu szosy Skarżysko–Szydłowiec, a następnie szosę Starachowice–Skarżysko. Grupa ta przeprawiła się przez Wisłę w rejonie Annopola i poprzez Janów kierowała się na Lwów, ze względu na odcięcie Lwowa mjr Inglot grupę rozwiązał. 10 września grupa 165 pp ppłk. Gromadzkiego dotarła do lasów w rejonie Wierzbicy, tam zostało zlokalizowane przez lotnictwo niemieckie i zaatakowane przez oddziały nieprzyjaciela. Po odparciu natarcia zużyto całą amunicję, z tego względu ppłk Gromadzki rozwiązał zgrupowanie i nakazał grupami przedzierać się za Wisłę. I batalion i część pododdziałów pułkowych wraz z 163 pp 10 września dotarła do lasów bałtowskich w rejonie Antoniowa, z uwagi na okrążenie pododdziały rozwiązano i podzielono na mniejsze grupy. Stamtąd grupy ruszyły w kierunku Wisły w celu przekroczenia jej. Po dojściu do rzeki okazało się, że oddziały niemieckie opanowały jej zachodni brzeg. Część żołnierzy 165 pp, którym udało się przedostać za Wisłę zasiliła oddziały Armii „Lublin”. Największa grupa z mjr. Tinzem dotarła 17 września do Chełma, tu po zebraniu wszystkich możliwych do uzyskania żołnierzy 165 pp i innych z rozbitych jednostek utworzono batalion nazwany I/17 pp. Pod koniec września resztki batalionu mjr Tinza w rejonie Parczewa weszły w skład 178 pp SGO „Polesie” i walczyły pod Kockiem.

## Organizacja wojenna i obsada personalna pułku
Planowana organizacja wojenna i obsada personalna 165 pp. III batalion ppłk. Eugeniusza Sokólskiego nie walczył w składzie pułku. W nawiasach podano nazwy jednostek mobilizujących.

dowództwo 165 pułku piechoty (17 pułk piechoty)

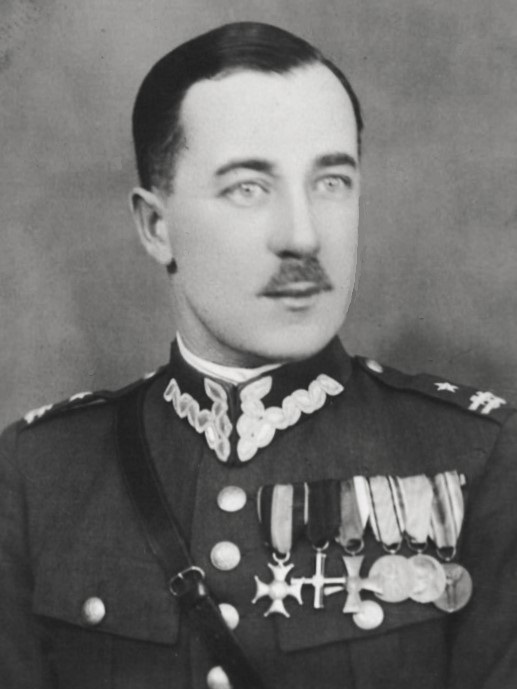
Zygmunt Gromadzki (przed1934)

- dowódca pułku – ppłk Zygmunt Gromadzki
- I adiutant – kpt. Franciszek Blok
- II adiutant – kpt. Mieczysław Wojciech Kąkolewski
- oficer łączności – por. Emil Tyczyński
- kwatermistrz – por. int. Józef Marian Bartik †1940 Charków[9]
- kapelan – ks. kapelan rez. – Andrzej Kostka

I batalion (17 pułk piechoty)
- dowódca batalionu – mjr Marian Feliks Tinz
- dowódca 1 kompanii strzeleckiej – ppor. Kazimierz Malczewski
- dowódca 2 kompanii strzeleckiej – kpt. Wacław Niezabitowski
- dowódca 3 kompanii strzeleckiej – por. rez. Stefan Józef Bednarek
- dowódca 1 kompanii ckm – kpt. Artur Franciszek Sobczyński

II batalion (17 pułk piechoty)
- dowódca batalionu – mjr Stanisław Inglot
- dowódca 4 kompanii strzeleckiej – ppor. Mieczysław Jerzy Wałęga
- dowódca 5 kompanii strzeleckiej – ppor. Tadeusz Jan Kuehn
- dowódca 6 kompanii strzeleckiej – por. rez. Stefan Wiśniowski
- dowódca 2 kompanii ckm – por. Franciszek Józef Lang

III batalion (batalion KOP „Kopyczyńce”)
- dowódca batalionu – ppłk Eugeniusz Sokólski †1940 Charków[10]
- adiutant batalionu – ppor. Józef Ziółkowski[11]
- dowódca 7 kompanii strzeleckiej – por. Jan Janowski[11]
- dowódca 8 kompanii strzeleckiej – NN
- dowódca 9 kompanii strzeleckiej – kpt. E. Wania[12], por. Edward Wacław Dąbrowski[11]
- dowódca 3 kompanii ckm – por. Jan Marian Walcuch[11]

Pododdziały specjalne
- dowódca kompanii przeciwpancernej – por. Kazimierz Miarczyński
- dowódca plutonu pionierów – por. Bolesław Władysław Götz